# Partito Popolare Italiano
Partito Popolare Italiano (PPI) var ett kristdemokratiskt politiskt parti i Italien. Partiet bildades i januari 1994 efter att en grupp hade brutit sig ur Democrazia Cristiana (DC). I det nationella valet 1994 fick partiet 11,1 % av rösterna. I januari 2002 slogs partiet ihop med Prästkragen.